# Неокласичний синтез
Неокласичний синтез — в економіці наука про ефективне використання обмежених виробничих ресурсів або управління ними з метою досягнення максимального задоволення потреб людини. Засновниками цієї галузі економічної науки є К. Р. Макконнелл та С. Л. Брю.
Наприкінці 70-х pp. різниця між кейнсіанською та неокласичною школами мала більше історичний, ніж концептуальний характер.
Однак іще задовго до того, як на засаді теорій економічного зростання відбулося органічне поєднання двох напрямків економічної теорії, було проголошено принцип «неокласичного синтезу».
Такий підхід було запропоновано Джоном Хіксом ще в 1937 році, у 40-50-х pp. підтримано Франко Модільяні та остаточно обґрунтовано Полом Самуельсоном. Вони розглядали працю Дж. Кейнса як окремий випадок традиційної неокласичної теорії, модифікованої лише запровадженням певних обмежень у галузі ціноутворення, ставки заробітної плати та норми процента. З іншого боку, Кейнс поважав неокласичну школу окремим випадком загальної теорії зайнятості, характерним для умов повної зайнятості. Він підкреслював, що коли з допомогою централізованого контролю пощастить забезпечити повну зайнятість, то неокласичний аналіз знову набере виняткового значення.
Суть синтезу полягала в тім, що залежно від стану економіки пропонувалось використовувати або кейнсіанські методи регулювання, або рецепти економістів, які стояли на позиціях обмеження втручання держави в економіку та вважали найліпшими регуляторами грошово-кредитні механізми, що діють за умов вільного ринку, забезпечуючи рівновагу між попитом і пропозицією, виробництвом і споживанням.
У 50-60-ті pp. в економічній літературі концепція неокласичного синтезу набуває цілковитого визнання. Неокейнсіанство, неокласична теорія, теорії кон'юнктури, економетрики об'єднуються на базі пошуку шляхів стабілізації й економічного зростання. Під різними кутами зору вони вивчають функціональні аспекти процесу відтворення. Суть цього поєднання відобразив Вільям Ростоу, який писав, що «сучасні економісти, поставивши перед собою завдання об'єднання класичної теорії відтворення з кейнсіанським аналізом доходу, запровадили динамічні змінні: населення, технологію виробництва, підприємницьку активність».
Справді, школу «неокласичного синтезу» вирізняє з-поміж інших різноманітність тематики досліджень. Увага її представників зосереджується на проблемах економічного зростання, дальшому розвитку теорії загальної економічної рівноваги. Саме представниками цієї школи було запропоновано методику аналізу безробіття та заходи щодо його регулювання, отримано суттєві результати в галузі теорії та практики оподаткування. У межах цієї школи розвитку набули методи економіко-математичного аналізу, можливості їхнього застосування в політології.
Поряд з макроекономічними методами дослідження ця школа використовувала мікроекономічні підходи, розвиваючи прикладні аспекти економічної теорії.
Найвидатнішим пропагандистом і автором теорії «неокласичного синтезу» був американський економіст, професор П. Самуельсон, який писав: «Мої погляди вичерпуються загальною неокласичною теорією, яка включає в класичну традицію будь-яку частину кейнсіанського і неокейнсіанського аналізу, що є придатною для сучасної економіки».
Пол А. Самуельсон (1915 р. н.) здобув освіту в Чиказькому та Гарвардському університетах, був засновником факультету економіки Массачусетського технологічного інституту, першим американським лауреатом Нобелівської премії з економіки (1970), консультантом Конгресу та Президента США. Його вважають одним з найвпливовіших економістів-теоретиків XX століття.
Він спромігся об'єднати в одну теорію всі досягнення економічної думки від А. Сміта, Д. Рікардо, К. Маркса до Д. М. Кейнса, М. Фрідмена, Д. Тобіна та Р. Лукаса, тобто доктрини, здавалося б, цілком протилежні за змістом, і тим самим накреслив сучасні підходи до вивчення економічних проблем. Він писав, що його теорія включає все те позитивне, що містить як кейнсіанський, так і неокласичний аналіз, що уможливлює поєднання в одне ціле макро- і мікроекономіки.
Його книжку «Економікс» (1948), яка стала найпоширенішим підручником і витримала безліч перевидань різними мовами світу, присвячено аналізу проблем, що стосуються всіх сторін економічного життя. Особливо наголошено на ідеї неокласичного синтезу в третьому виданні «Економіксу» (1955), де Самуельсон висловлював сподівання, що такий синтез допоможе подолати відстань між мікро- та макроекономікою.
Кожне нове видання відображало нові досягнення економічної теорії. В 1985 році у дванадцятому (спільно з В. Нордхаузом) виданні підручника, було враховано особливості макроекономічного розвитку 80-х pp., проаналізовано причини високого рівня безробіття, інфляції, ставки процента, бюджетного дефіциту, визначено напрямки розвитку економічної науки та основи монетаризму.